# Zelfmedelijden
Zelfmedelijden is een emotie waarin men verdriet en medelijden met zichzelf heeft. Zelfmedelijden is ook gedefinieerd als een expressieve emotie (georiënteerd naar anderen) met als doel aandacht krijgen, empathie of medelijden opwekken."